# Oxytropis ochrolongibracteata
Oxytropis ochrolongibracteata är en ärtväxtart som beskrevs av X.Y.Zhu och Hiroyoshi Ohashi. Oxytropis ochrolongibracteata ingår i släktet klovedlar, och familjen ärtväxter. Inga underarter finns listade i Catalogue of Life.